# Corythalia latipes
Corythalia latipes là một loài nhện trong họ Salticidae.
Loài này thuộc chi Corythalia. Corythalia latipes được Carl Ludwig Koch miêu tả năm 1846.